# Roklanská kaple
Roklanská kaple (Rachelkapelle) stojí na vrcholu 141 metrů vysoké jezerní stěny nad Roklanským jezerem (Rachelsee) ve výšce 1212 m n. m. 
Jedná se o druhou repliku původní kaple, kterou na tomto místě v roce 1885 vystavěl Ludwig Leythäuser (1851–1931), vykonávající zde službu polesného, jako poděkování za záchranu života. Zabloudil v mlze a málem spadl s koněm ze srázu, nebýt neznámé síly, která nedovolila koňovi pokračovat v cestě – zda se to opravdu stalo, nebo se jedná o pověst, není doložené.
Nedlouho po druhé světové válce kaple shořela – původ požáru není znám, spekulovalo se o žhářství, a její věrná kopie byla vystavěna a osazena dřevěnými sochami od Johanna Lentnera (5. září 1894 – 11. září 1977) v roce 1951. Další požár 19. března 1972 byl dílo žháře, pravděpodobně z nedbalosti. Zakrátko byla opět obnovena, včetně nových soch, opět od řezbáře Lentnera ze Spiegelau. V letech 1999–2000 bylo nutné přistoupit k záchraně stavby, poškozené přirozeným stárnutím v horském prostředí, a tak prošla celkovou rekonstrukcí. Vysvěcena byla 24. června 2000 farářem Hubertem Gerstlem. V roce 2016 proběhla rekonstrukce střechy pokryté šindelem.

## Galerie

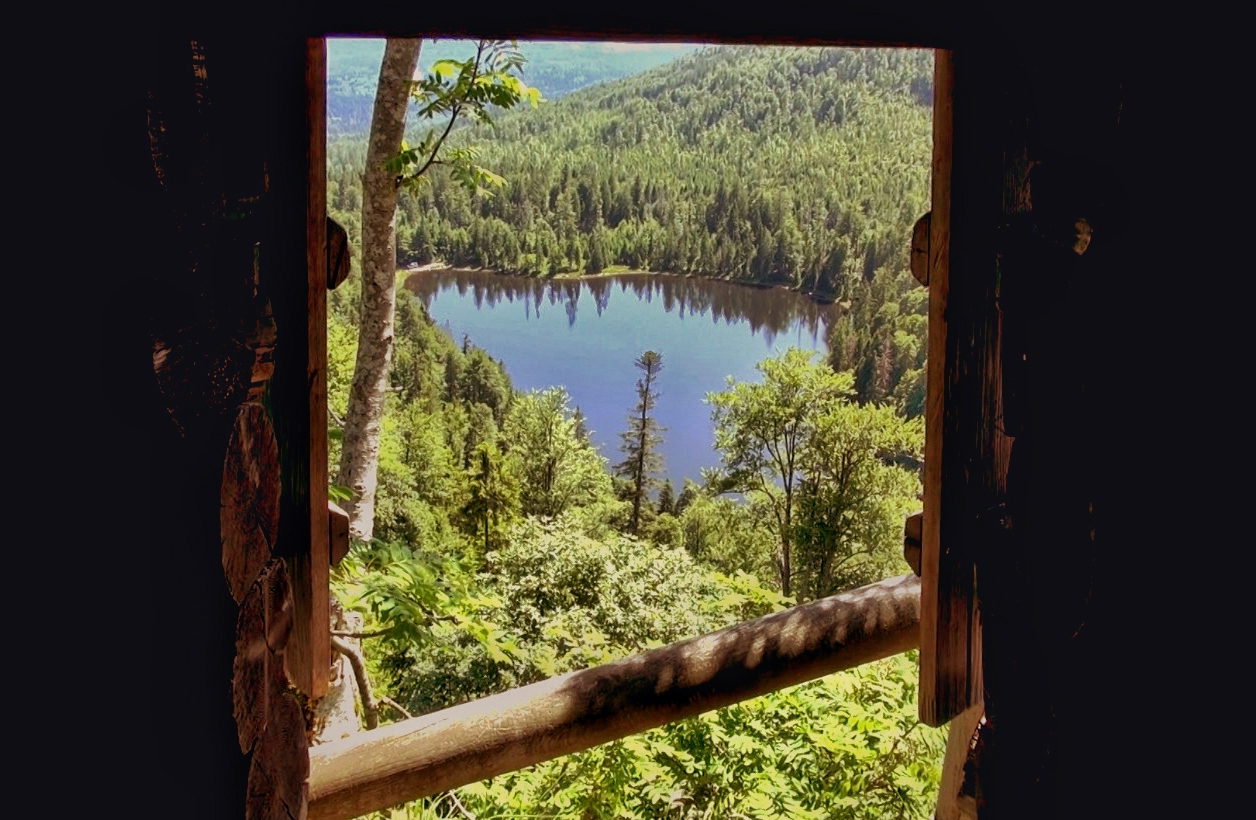
Pohled na jezero z kaple
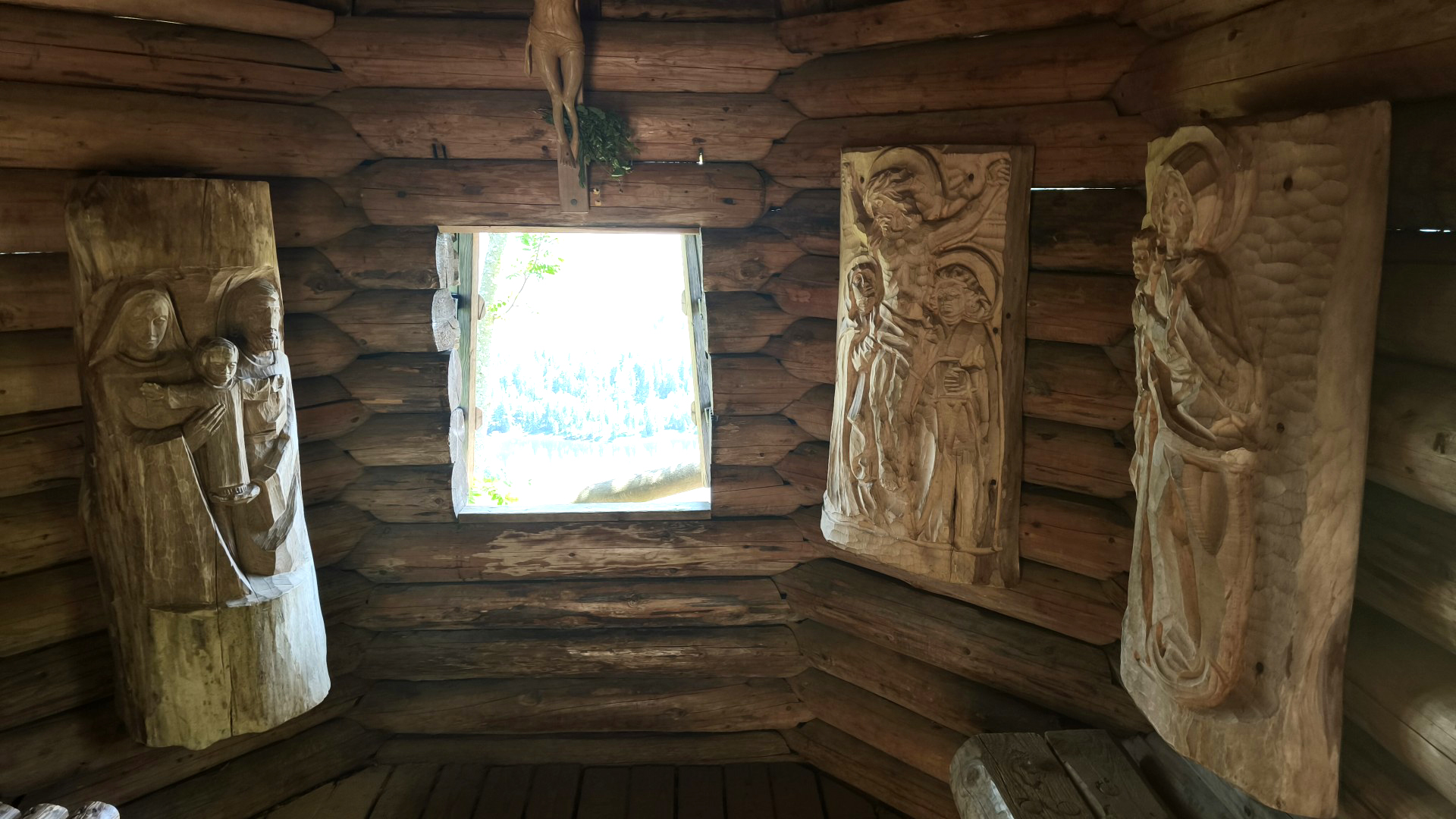
Interiér Roklanské kaple